# José María Reina Barrios
José María Reina Barrios (San Marcos, 24 de dezembro de 1854 – Cidade da Guatemala, 8 de fevereiro de 1898) foi Presidente da Guatemala de 15 de março de 1892 a 8 de fevereiro de 1898, data em que foi assassinado.